# Прохватило Ольга Борисівна
Ольга Борисівна Прохватило (нар.. 18 липня 1968, Свердловськ, РРФСР, СРСР — пом.. 6 червня 2013, Москва, Росія) — російська акторка театру і кіно. Відома  ролями в серіалах: «Ранетки», «Далекобійники», «Моя прекрасна няня», «Зірка епохи», «Солдати 3», «Опера. Хроніки вбивчого відділу», «Щасливі разом».

## Біографія
Народилася 18 липня 1968 року в Свердловську. Батько — Борис Прохватило, мати — Клавдія Григорівна Прохватило. Сестра — Людмила Борисівна Огнєва.
У 1992 році закінчила Єкатеринбурзький театральний інститут, майстерня Маргарити Серафимівни Єршової. Працювала в Москві в Театрі «На Перовської», також співпрацювала з «Театром.doc», театром «Апарт». Грала невеликі ролі у фільмах і телесеріалах, але стала впізнаваною завдяки зйомкам у рекламних роликах (пиво «Три богатирі», соняшникова олія «Злато», мобільний оператор МТС) .
В останні місяці життя скаржилася на сильні болі в спині. Померла на 45-му році життя 6 червня 2013 року в своїй квартирі в результаті відриву тромбу. 14 червня 2013 року похована на Богородському кладовищі на 43 ділянці в районі міста Електровугілля.
Ольга Прохватило не була одружена і не мала дітей.

## Творчість

### Ролі в театрі
Працювала в Москві в Театрі «На Перовської» (Московський драматичний театр на Перовської). Вистава «Свої люди — розрахуємося!» (Олександр Островський, 1993 р.). З рецензії: Перше звернення Театру до Островського. Молода Ольга Прохватило бере найвищу професійну планку в ролі Липочки. Вистава на кілька років стає однією з найпопулярніших вистав Театру.
Співпрацювала з «Театром.doc», Театром «Апарт» .
- Театр. Doc. Вистава «Манагер».
- Театр «Апарт». Вистава «А Курка бац і руКА».
- Антреприза Ірини Апексимової «Бал Аст». Мюзикл «Веселі хлопці» — жінка з хлопавкою
- Театральне агентство «Лекур». Вистава «Палата Бізнес класу» — медсестра
- Театр «Драм Антре». Вистава «Сезон цвітіння кактусів» — Ірина
- Московський драматичний театр на Перовській. Вистава "Свої люди — розрахуємося!"

### Фільмографія
- 1992 — Іди і не озирайся
- 2000 — ДМБ — продавчиня
- 2001 — Далекобійники — вахтерка (2 серія)
- 2001 — Ідеальна пара — коханка Лукошина  (серія 6 - «Особливості емоційних виборів»)
- 2001 — Бальзаківський вік, або Всі чоловіки сво… —  сусідка Віри
- 2001 — Лінія захисту — секретарка редакції Ліза  (12 серія «Компромат») (немає в титрах)
- 2001 — 101-й кілометр — тітка Поля
- 2001 — Господар імперії
- 2002 — Спартак і Калашников — продавчиня морозива на вокзалі
- 2002 — Зсунутий —  операторка банку
- 2002 — Шукшинські оповідання — попутниця в поїзді (новела «Інше життя»); відпочивальниця (новела «В'яне — пропадає»)
- 2002 — Ха!
- 2002 — Спеціальний репортаж, або Супермен цього дня
- 2002 — Очі Ольги Корж
- 2003 — Оперативний псевдонім — Антоніна, співмешканка Лапіна
- 2003 — Євлампія Романова. Слідство веде дилетант — епізод (Фільм 2-й. «Покер з акулою»)
- 2003 — Ангел на дорогах
- 2003 — Ніч довгою пшениці — дружина Гаріка
- 2003 — Хлопці з нашого міста — Галина
- 2003 — Є ідея…
- 2003 — Чай, кава, потанцюємо… — Люба, турагентка
- 2003 — Таксистка… (1 сезон, 8 серія) — Феодора Гнатівна
- 2004 — Бальзаківський вік, або Всі чоловіки сво… — Таня
- 2004 — Моя прекрасна нянька — Тьотя Рая (73, 95 серії)
- 2004 — Конвалія срібляста 2 —  заступниця Козлова (фільм 5-й. «Слуга народу»)
- 2004 — Чудеса в Решетові — тітка з огірками
- 2004 — Час жорстоких — Бикова, дружина, яка вбила чоловіка сковорідкою
- 2004 — Тільки ти … або багата Ліза
- 2005 — Хіромант —  Свєтуля, підставна клієнтка Сергія Рябініна
- 2005 — Дві долі 2: Блакитна кров —  Демидівна
- 2005 — Зірка епохи — сусідка
- 2005 — Солдати 3 —  провідниця в поїзді
- 2005 — Оперативний псевдонім 2. Код Повернення — Антоніна
- 2005 — Студенти
- 2005 — Лебединий рай — директор Будинку книги
- 2005 — Фірмова історія — Шепотова
- 2005 — Казус Кукоцького
- 2005 — Золоте теля — тітка в ресторанному саду (1 серія)
- 2005 — Ліга ошуканих дружин — Зінаїда
- 2006 — Лікарська таємниця — мати Шевченко
- 2006 — Опера. Хроніки вбивчого відділу-2 — Валентина (Фільм 11-й. «Сповідь»)
- 2006 — Мисливець
- 2006 — Три полуграції — Римма
- 2006 — Синок татка — Віра Андріївна
- 2006 — Закон і порядок: Відділ оперативних розслідувань -1 — епізод (Фільм 5-й. «На даху». Фільм 6-й. «Юне обдарування»)
- 2007 — Закон і порядок: Відділ оперативних розслідувань -2 — Ушакова (Фільм 23-й «Хмари»)
- 2007 — Щасливі разом — епізод (серія «Яка ж ти безглузда, смерть»)
- 2007 — Диверсант 2: Кінець війни — фрау Лисенко
- 2007 — Агентство «Алібі» (20-та серія «Рибалка назавжди»)
- 2007 — Інша — Маргарита Павлівна
- 2007 — Муха — жінка
- 2007 — Початок — Марія Іванівна
- 2007 — Нічні сестри — головна медсестра
- 2008 — Загальна терапія — Тамара, медсестра відділення
- 2008 — Гуманоїди в Королеві — Клава Огурцова
- 2008 — Це було в Гаврилівці 2 — дружина Жмуркіна {6 серія «Золотий дощ»)
- 2008 — Ранетки — Олена Петрівна Сорокіна, завгосп, дружина Петра Степановича
- 2008 — Приватник
- 2008 — Я не я — іменинниця
- 2008 — Хіромант 2. Лінія долі — дружина Іванова
- 2009 — Канікули суворого режиму — Галина Вікторівна, мати Лізи
- 2009 — Ясновидиця — клієнтка, у якої знкають речі
- 2009 — Барвиха —  мама Башашкін
- 2010 — Громозека — працівниця м'ясного цеху (немає в титрах)
- 2010 — Дівич-вечір — директор школи
- 2010 — Загальна терапія 2 — Тамара, медсестра відділення
- 2010 — Останній акорд — Олена Петрівна, завгосп, дружина Петра Степановича, біологічна мати Євгенії Альохіної
- 2011 — Татусеві дочки — Ізольда Анатоліївна, інспекторка РОНО
- 2011 — Нероби — жінка з журналом в метро
- 2011 — Вороніни — медсестра
- 2011 — Золоті. Барвиха 2 — мама Башашкін
- 2011 — Ластівчине гніздо — Марія, тітка Іди
- 2011 — Літо вовків — Кривендиху, мати Валерія
- 2011 — Глухар. «Знову Новий!»
- 2011–2012 — Молодята — лікарка в лікарні
- 2012 — День додо — чергова в поліції
- 2012 — Випереджаючи постріл — зечка
- 2012 — Поки цвіте папороть — Зойка, кухарка
- 2012 — Не плач по мені, Аргентина — хатня робітниця в будинку Харіна
- 2013 — крапчастою — Кіра Усич, капітанка, інспекторка
- 2013 — Умови контракту 2 — попутниця в поїзді
- 2013 — Догори ногами —  Пєтухова
- 2013 — Студія 17 — Людмила Іванівна, мати Ксюші

### Озвучування
- 2006 — Королівський подарунок (мультфільм)

### Телебачення
Брала участь в телевізійних проектах:
- Слабка ланка з Леонідом Якубовичем (25 грудня 2002 року), вибула в 4-му раунді[6]
- Російська рулетка (10 травня 2003 роки)
- Природний відбір
- Ольга Прохватило була провідною акторкою перших випусків програми Першого каналу «Розіграш» (найяскравіші розіграші: Сергій Звєрєв, Юлія Началова, Олексій Кортнєв, Олександр Семчев)[7]